# Nati il 1º settembre

## XIII secolo(1)
- 1288 - Elisabetta Richeza di Polonia, nobile polacca († 1335)

## XIV secolo(3)
- 1341 - Federico IV di Sicilia, re († 1377)
- 1389 - Puccio Pucci, politico italiano († 1449)
- 1393 - Giacomo della Marca, presbitero, santo e francescano italiano († 1476)

## XV secolo(6)
- 1401 - Maria di Trastámara († 1458)
- 1403 - Ludovico VIII di Baviera-Ingolstadt, nobile tedesco († 1445)
- 1421 - Carlo da Montone, nobile e condottiero italiano († 1479)
- 1453 - Gonzalo Fernández de Córdoba, generale e politico spagnolo († 1515)
- 1477 - Fanfulla da Lodi, condottiero italiano († 1525)
- 1479 - Ottaviano Riario, condottiero e vescovo cattolico italiano († 1523)

## XVI secolo(12)
- 1529 - Taddeo Zuccari, pittore italiano († 1566)
- 1539 - Cesare Speciano, vescovo cattolico italiano († 1607)
- 1549 - Cesare Aretusi, pittore italiano († 1612)
- 1549 - Charles Philippe de Croÿ, militare e politico olandese († 1613)
- 1562 - Giorgio di Nassau-Dillenburg, nobile tedesco († 1623)
- 1566 - Edward Alleyn, attore teatrale inglese († 1626)
- 1577 - Scipione Caffarelli-Borghese, cardinale, arcivescovo cattolico e collezionista d'arte italiano († 1633)
- 1579 - Giovanni Federico di Holstein-Gottorp, arcivescovo luterano tedesco († 1634)
- 1588 - Enrico II di Borbone-Condé, nobile francese († 1646)
- 1589 - Giovanni Pesaro, doge († 1659)
- 1591 - Olimpia Gonzaga, religiosa italiana († 1645)
- 1592 - Maria Angela Astorch, religiosa spagnola († 1665)

## XVII secolo(29)
- 1601 - Raffaello Carrara, medico e poeta italiano († 1670)
- 1605 - Michele Mazzarino, cardinale e arcivescovo cattolico italiano († 1648)
- 1608 - Giacomo Torelli, scenografo, ingegnere e architetto italiano († 1678)
- 1611 - William Cartwright, drammaturgo inglese († 1643)
- 1612 - Nicolas Chorier, avvocato, scrittore e storico francese († 1692)
- 1617 - Sertorio Orsato, storico italiano († 1678)
- 1629 - Dorotea Elisabetta Christiansdatter, contessa danese († 1687)
- 1637 - Nicolas de Catinat de La Fauconnerie, generale francese († 1712)
- 1642 - Miklós Bethlen, politico e scrittore ungherese († 1716)
- 1642 - Angelo Paoli, religioso italiano († 1720)
- 1647 - Anna Sofia di Danimarca, principessa († 1717)
- 1650 - Ferdinando d'Adda, cardinale italiano († 1719)
- 1651 - Natal'ja Kirillovna Naryškina, nobile russa († 1694)
- 1659 - Domenico Egidio Rossi, architetto italiano († 1715)
- 1662 - Louis de Carrières, biblista francese († 1717)
- 1663 - Jean Boivin, scrittore francese († 1726)
- 1667 - Tommaso Ottaviano II Ghilini, nobile e politico italiano († 1748)
- 1669 - Muzio de' Vecchi, vescovo cattolico italiano († 1724)
- 1671 - Marco Antonio Ansidei, cardinale e arcivescovo cattolico italiano († 1730)
- 1674 - Gianfrancesco Gonzaga, nobile e militare italiano († 1720)
- 1679 - Thomas Parnell, poeta irlandese († 1718)
- 1688 - Federico Luigi di Hohenzollern-Hechingen, principe († 1750)
- 1689 - Kilian Ignaz Dientzenhofer, architetto tedesco († 1751)
- 1689 - Francesco Domenico del Liechtenstein, principe austriaco († 1711)
- 1689 - Carlo Maria Sacripante, cardinale e vescovo cattolico italiano († 1758)
- 1692 - Egid Quirin Asam, architetto e scultore tedesco († 1750)
- 1695 - Bernardino Tafuri, scrittore e bibliografo italiano († 1760)
- 1696 - Emine Sultan, principessa ottomana († 1739)
- 1700 - Gianfederico d'Este, nobile italiano († 1727)

## XVIII secolo(34)
- 1711 - Guglielmo IV di Orange-Nassau, nobile († 1751)
- 1712 - Carlo Vittorio Amedeo Ignazio delle Lanze, cardinale e arcivescovo cattolico italiano († 1784)
- 1715 - Gennaro I Carafa Cantelmo Stuart, VII principe di Roccella, nobile e alchimista italiano († 1767)
- 1718 - Antoine Chézy, ingegnere e fisico francese († 1798)
- 1727 - Jean-Baptiste-Joseph Gobel, vescovo cattolico francese († 1794)
- 1731 - Ove Høegh-Guldberg, politico e teologo danese († 1808)
- 1733 - Antonio Cresi, vescovo cattolico italiano († 1804)
- 1734 - Luigi Francesco Giuseppe di Borbone-Conti, principe francese († 1814)
- 1738 - Antonio Jerocades, abate, patriota e poeta italiano († 1803)
- 1749 - Michelangelo Monti, poeta italiano († 1823)
- 1751 - Emanuel Schikaneder, attore teatrale, basso e librettista tedesco († 1812)
- 1754 - August Hermann Niemeyer, pedagogista tedesco († 1828)
- 1758 - George Spencer, II conte Spencer, nobile e politico britannico († 1834)
- 1761 - Heinrich Paulus, teologo tedesco († 1851)
- 1761 - Nicole d'Oliva, francese († 1789)
- 1768 - Pietro Abbati Marescotti, matematico italiano († 1842)
- 1771 - Christian Christoph Clam-Gallas, nobile e mecenate boemo († 1838)
- 1771 - Giulio Strassoldo di Sotto, militare austriaco († 1830)
- 1774 - Johann Jakob Bernhardi, medico e botanico tedesco († 1850)
- 1775 - Honoré Charles Reille, generale francese († 1860)
- 1777 - Carlotta di Borbone-Parma, principessa italiana († 1813)
- 1778 - Vincenzo Fiodo, compositore italiano († 1862)
- 1786 - Wilhelm Gayling von Altheim, generale tedesco († 1861)
- 1787 - Vincenzio Nannucci, filologo e letterato italiano († 1857)
- 1788 - James Thompson, educatore e religioso scozzese († 1854)
- 1789 - Marguerite di Blessington, scrittrice irlandese († 1849)
- 1791 - Henri Dupin, librettista e drammaturgo francese († 1887)
- 1793 - Vittoria Giorni, religiosa italiana († 1874)
- 1793 - Jozef Urbanovský, attivista e presbitero slovacco († 1865)
- 1795 - James Gordon Bennett Sr., editore e pubblicista statunitense († 1872)
- 1795 - Rudolph von Auerswald, politico tedesco († 1866)
- 1797 - William FitzGerald-de Ros, XXIII barone de Ros, politico e generale inglese († 1874)
- 1800 - Giuseppe Balsamo Crivelli, naturalista, zoologo e geologo italiano († 1874)
- 1800 - Celso Marzucchi, giurista e politico italiano († 1877)

## XIX secolo(165)
- 1803 - Jacobus Theodorus Abels, pittore olandese († 1866)
- 1803 - Léon Gozlan, scrittore francese († 1866)
- 1804 - Zerah Colburn, statunitense († 1839)
- 1804 - Mariana de Pineda Muñoz, rivoluzionaria spagnola († 1831)
- 1807 - Pieter Willem Korthals, botanico olandese († 1892)
- 1808 - Luigi Tatti, ingegnere, architetto e teorico dell'architettura italiano († 1881)
- 1812 - James Campbell, politico statunitense († 1893)
- 1813 - Mary Grew, attivista statunitense († 1896)
- 1815 - Wilhelm Steuerwaldt, pittore tedesco († 1871)
- 1817 - Vittoria Savorelli, nobile italiana († 1838)
- 1818 - Rocco Brienza, presbitero e patriota italiano († 1900)
- 1818 - José María Castro Madriz, politico costaricano († 1892)
- 1818 - Johan Thomas Lundbye, pittore danese († 1848)
- 1821 - Leopoldo III di Lippe, nobile tedesco († 1875)
- 1823 - Louis-Gustave Ricard, pittore francese († 1873)
- 1824 - Joseph Kellaway, militare britannico († 1880)
- 1826 - Alfred Ely Beach, inventore e editore statunitense († 1896)
- 1827 - Elisha Baxter, politico e giudice statunitense († 1899)
- 1829 - Paolo D'Oncieu de la Bâtie, militare e politico italiano († 1918)
- 1830 - Jaroslav Čermák, pittore ceco († 1878)
- 1832 - Yosef Hayyim, rabbino iracheno († 1909)
- 1835 - William Stanley Jevons, economista e logico britannico († 1882)
- 1835 - Raffaele di San Giuseppe, presbitero polacco († 1907)
- 1836 - Robert Swinhoe, biologo, ornitologo e zoologo inglese († 1877)
- 1837 - Filippo Pacelli, avvocato italiano († 1916)
- 1837 - Tony Robert-Fleury, pittore francese († 1911)
- 1838 - Dardo Rocha, politico, militare e giornalista argentino († 1921)
- 1839 - Angelo Collini, patriota e notaio italiano († 1921)
- 1839 - Sarah Pardee Winchester, statunitense († 1922)
- 1839 - Charles Edward Perugini, pittore inglese († 1918)
- 1839 - Otto Pfleiderer, teologo tedesco († 1908)
- 1840 - Giusto Dacci, compositore italiano († 1915)
- 1841 - Julius von Payer, alpinista, esploratore e pittore austro-ungarico († 1915)
- 1841 - Ramón Torrijos y Gómez, vescovo cattolico spagnolo († 1903)
- 1842 - Giacomo Martinetti, pittore italiano († 1910)
- 1843 - Filippo Tolli, poeta, scrittore e politico italiano († 1924)
- 1845 - Paul Methuen, III barone Methuen, nobile e generale britannico († 1932)
- 1846 - Carlo Cafiero, filosofo e anarchico italiano († 1892)
- 1848 - Auguste Forel, psichiatra e entomologo svizzero († 1931)
- 1849 - Andrea Sarti, vescovo cattolico italiano († 1915)
- 1849 - Emil Zuckerkandl, anatomista ungherese († 1910)
- 1850 - Jim O'Rourke, giocatore di baseball statunitense († 1919)
- 1852 - Pompeo Gherardo Molmenti, scrittore, storico e politico italiano († 1928)
- 1853 - Aleksej Alekseevič Brusilov, generale russo († 1926)
- 1853 - Giuseppe Muscat Azzopardi, avvocato, scrittore e linguista maltese († 1927)
- 1854 - Anna Botsford Comstock, scrittrice, illustratrice e educatrice statunitense († 1930)
- 1854 - Engelbert Humperdinck, compositore tedesco († 1921)
- 1854 - Vittorio Pieri, attore teatrale italiano († 1926)
- 1855 - Eugène Boch, pittore e poeta belga († 1941)
- 1856 - Louis-Ernest Dubois, cardinale e arcivescovo cattolico francese († 1929)
- 1856 - Sergej Vinogradskij, microbiologo e ecologo russo († 1953)
- 1857 - André Brouillet, pittore e illustratore francese († 1914)
- 1857 - Emanuel Löwy, archeologo austriaco († 1938)
- 1858 - Carl Auer von Welsbach, inventore e chimico austriaco († 1929)
- 1859 - Victor Loret, egittologo francese († 1946)
- 1860 - Cleofonte Campanini, direttore d'orchestra italiano († 1919)
- 1860 - William Lewis, arbitro di calcio e allenatore di calcio inglese († 1916)
- 1860 - Georg von Waldersee, generale tedesco († 1932)
- 1862 - Adolphe Appia, scenografo svizzero († 1928)
- 1862 - Nitobe Inazō, politico, diplomatico e educatore giapponese († 1933)
- 1863 - João Pinheiro Chagas, giornalista e politico portoghese († 1925)
- 1863 - Bijou Heron, attrice teatrale statunitense († 1937)
- 1863 - Ulisse Ortensi, poeta, traduttore e bibliotecario italiano († 1935)
- 1864 - Roger Casement, diplomatico e attivista britannico († 1916)
- 1865 - Edgar Aabye, tiratore di fune danese († 1941)
- 1865 - Georges Augustin Albert Charpy, ingegnere e scienziato francese († 1945)
- 1866 - James J. Corbett, pugile e attore statunitense († 1933)
- 1866 - Paul Gavault, drammaturgo e sceneggiatore francese († 1951)
- 1866 - Robert Leffler, attore cinematografico, regista e cantante lirico tedesco († 1940)
- 1867 - Edgar Amphlett, schermidore britannico († 1931)
- 1867 - John Gretton, politico e velista britannico († 1947)
- 1867 - Alex Latta, calciatore scozzese († 1928)
- 1868 - Ignazio Florio jr, imprenditore italiano († 1957)
- 1868 - Kin Hubbard, umorista e disegnatore statunitense († 1930)
- 1870 - Ferdinand Martini, attore tedesco († 1930)
- 1870 - Leopold Wharton, regista e produttore cinematografico britannico († 1927)
- 1871 - Virgilio Ducceschi, fisiologo, biochimico e scienziato italiano († 1952)
- 1871 - Reginald Walter Maudslay, ingegnere e imprenditore inglese († 1934)
- 1872 - Philip Bach, calciatore inglese († 1937)
- 1872 - Riccardo Calcagno, politico e generale italiano († 1953)
- 1872 - Egidio Fazio, politico e partigiano italiano († 1957)
- 1872 - Matil'da Feliksovna Kšesinskaja, ballerina russa († 1971)
- 1872 - Mary H. O'Connor, sceneggiatrice e attrice statunitense († 1959)
- 1873 - Joseph Calmette, storico francese († 1952)
- 1873 - Ivan Kljun, pittore, scultore e filosofo russo († 1943)
- 1873 - Ida Nomi, allenatrice di pallacanestro italiana († 1940)
- 1873 - Guy Standing, attore inglese († 1937)
- 1874 - Mehmed Talat Pascià, politico turco († 1921)
- 1875 - Edgar Rice Burroughs, scrittore statunitense († 1950)
- 1876 - Arthur Andrews, pistard statunitense († 1930)
- 1876 - Andreas Latzko, scrittore austro-ungarico († 1943)
- 1876 - Harriet Shaw Weaver, editrice, giornalista e attivista inglese († 1961)
- 1877 - Francis William Aston, fisico britannico († 1945)
- 1877 - Rex Beach, romanziere, pallanuotista e sceneggiatore statunitense († 1949)
- 1877 - Jeanne Marie-Laurent, attrice francese († 1964)
- 1877 - Uberto Mondolfi, politico italiano († 1941)
- 1878 - Bobby Burns, attore e regista cinematografico statunitense († 1966)
- 1878 - John F.C. Fuller, generale e storico britannico († 1966)
- 1878 - Leonhard Kaupisch, generale tedesco († 1945)
- 1878 - Alessandra di Sassonia-Coburgo-Gotha, principessa inglese († 1942)
- 1878 - Tullio Serafin, direttore d'orchestra italiano († 1968)
- 1878 - Emil Zilliacus, poeta finlandese († 1961)
- 1878 - Cenzi von Ficker, naturalista e alpinista austriaca († 1956)
- 1879 - Antonio Bifani, giornalista, sindacalista e politico italiano († 1948)
- 1879 - Antonio Primaldo Coco, francescano e storico italiano († 1962)
- 1880 - Frederick Bowhill, ufficiale inglese († 1960)
- 1880 - Lucio D'Ambra, scrittore e regista italiano († 1939)
- 1880 - Giuseppe di Gesù e Maria, presbitero spagnolo († 1936)
- 1881 - Carmelo Caristia, costituzionalista e politico italiano († 1969)
- 1881 - Francesco Daprà, calciatore e dirigente sportivo italiano († 1955)
- 1882 - Erich Becher, docente, filosofo e psicologo tedesco († 1929)
- 1882 - Georgina Jones, tennista statunitense († 1955)
- 1882 - Luigi Vaghi, fotografo italiano († 1967)
- 1883 - Flora Parker DeHaven, attrice statunitense († 1950)
- 1883 - Daniel Kelly, lunghista statunitense († 1920)
- 1883 - Thomas Loudon, canottiere canadese († 1968)
- 1884 - Luigi Sibille, generale italiano († 1964)
- 1884 - Friedrich von Prittwitz und Gaffron, politico e ambasciatore tedesco († 1955)
- 1885 - Allan Forrest, attore statunitense († 1941)
- 1885 - Hermann Grapow, egittologo tedesco († 1967)
- 1886 - Gildo Bocci, attore italiano († 1964)
- 1886 - Guido Deiro, fisarmonicista, compositore e cantante italiano († 1950)
- 1886 - Othmar Schoeck, compositore e direttore d'orchestra svizzero († 1957)
- 1886 - Tarsila do Amaral, pittrice, disegnatrice e traduttrice brasiliana († 1973)
- 1887 - Blaise Cendrars, scrittore svizzero († 1961)
- 1887 - Magnus Konow, velista norvegese († 1972)
- 1887 - Ezio Oreste Rivetti di Val Cervo, imprenditore italiano († 1962)
- 1888 - Florence Dye, attrice statunitense († 1958)
- 1888 - Jay Gould II, giocatore di pallacorda statunitense († 1935)
- 1888 - Gabriel Thorstensen, ginnasta norvegese († 1974)
- 1889 - Glenn Anders, attore statunitense († 1981)
- 1889 - Ol'ha Basarab, attivista e politica ucraina († 1924)
- 1890 - Chester M. Franklin, regista e attore statunitense († 1954)
- 1890 - Arthur Upfield, scrittore britannico († 1964)
- 1891 - Carlo Butti, dirigente sportivo, multiplista e discobolo italiano († 1971)
- 1891 - Ferdinando Innocenti, imprenditore italiano († 1966)
- 1892 - Raymond Cannon, attore, sceneggiatore e regista statunitense († 1977)
- 1892 - Gioacchino Solinas, generale italiano († 1987)
- 1892 - Adolf van der Voort van Zijp, cavaliere olandese († 1978)
- 1893 - Betty Blythe, attrice statunitense († 1972)
- 1893 - François Charrière, vescovo cattolico svizzero († 1976)
- 1893 - Michail Anatol'evič Vil'ev, astronomo russo († 1919)
- 1894 - Isabelle White, tuffatrice britannica († 1972)
- 1894 - John Catterall Leach, militare e marinaio britannico († 1941)
- 1894 - Vincenzo Lojali, vescovo cattolico italiano († 1966)
- 1895 - Hertha Sponer, fisica tedesca († 1968)
- 1895 - Engelbert Zaschka, ingegnere tedesco († 1955)
- 1896 - Gina Amendola, attrice italiana († 1968)
- 1896 - Simon Barer, pianista ucraino († 1951)
- 1896 - André Hunebelle, regista francese († 1985)
- 1896 - A.C. Bhaktivedanta Swami Prabhupada, missionario e scrittore indiano († 1977)
- 1897 - Egidio Feruglio, esploratore, naturalista e geologo italiano († 1954)
- 1897 - Emy Machnow, nuotatrice svedese († 1974)
- 1898 - Ernst Ahl, zoologo e naturalista tedesco († 1945)
- 1898 - Ermanno Barigozzi, calciatore italiano
- 1898 - Mike Danzi, chitarrista statunitense († 1986)
- 1898 - Wilhelm Fuchs, poliziotto tedesco († 1947)
- 1898 - Friedrich Georg Jünger, scrittore tedesco († 1977)
- 1898 - Marilyn Miller, attrice, ballerina e cantante statunitense († 1936)
- 1899 - Richard Arlen, attore statunitense († 1976)
- 1899 - Renzo Bongiovanni Radice, pittore italiano († 1970)
- 1900 - Pedro Cea, calciatore e allenatore di calcio uruguaiano († 1970)
- 1900 - Pietro de Cristofaro, militare italiano († 1941)
- 1900 - André Dhôtel, scrittore e poeta francese († 1991)
- 1900 - William McPherson Allen, dirigente d'azienda e avvocato statunitense († 1985)

## XX secolo(929)
- 1901 - William Syer Bristowe, naturalista e aracnologo inglese († 1979)
- 1901 - Egidio Brugola, imprenditore e inventore italiano († 1959)
- 1901 - Bolesław Filipiak, cardinale e arcivescovo cattolico polacco († 1978)
- 1901 - Martin Schröttle, hockeista su ghiaccio tedesco († 1972)
- 1901 - Harry Stradling Sr., direttore della fotografia statunitense († 1970)
- 1902 - Dirk Brouwer, astronomo olandese († 1966)
- 1902 - Alexander Kevitz, scacchista statunitense († 1981)
- 1902 - Riccardo Morandi, ingegnere italiano († 1989)
- 1903 - Dario Compiani, allenatore di calcio e calciatore italiano († 1962)
- 1903 - Julien Delbecque, ciclista su strada e pistard belga († 1977)
- 1903 - Ray Flaherty, allenatore di football americano e giocatore di football americano statunitense († 1994)
- 1903 - Dezső Ákos Hamza, giornalista, pittore e regista ungherese († 1993)
- 1903 - Florence Leona Christie Thompson, operaia statunitense († 1983)
- 1904 - Angelo Albertoni, calciatore italiano († 1987)
- 1904 - Anna Bonivardi, partigiana italiana († 1998)
- 1904 - Karl Ernst, generale tedesco († 1934)
- 1904 - Aya Kōda, scrittrice giapponese († 1990)
- 1904 - Johnny Mack Brown, attore statunitense († 1974)
- 1904 - Bill Peart, calciatore inglese († 1991)
- 1905 - Corrado Annicelli, attore italiano († 1984)
- 1905 - Athos Goidanich, entomologo italiano († 1987)
- 1905 - Elvera Sanchez, ballerina statunitense († 2000)
- 1906 - Joaquín Balaguer, saggista, scrittore e politico dominicano († 2002)
- 1906 - Giovanni Bertoli, politico italiano († 1970)
- 1906 - Franz Biebl, compositore tedesco († 2001)
- 1906 - Mario Bonzano, ufficiale e aviatore italiano († 1975)
- 1906 - Bruno Capacci, poeta, pittore e ceramista italiano († 1996)
- 1906 - Karl August Folkers, biochimico statunitense († 1997)
- 1906 - Eleanor Burford, scrittrice britannica († 1993)
- 1906 - Missak Manouchian, partigiano armeno († 1944)
- 1906 - Buster Martin, personaggio televisivo francese († 2011)
- 1906 - Umberto Pasquale, religioso e letterato italiano († 1985)
- 1906 - Arthur Rowe, calciatore e allenatore di calcio inglese († 1993)
- 1906 - Ruth Rubin, cantante e poetessa canadese († 2000)
- 1907 - Mehdi Bazargan, politico iraniano († 1995)
- 1907 - Gustavo Camerini, antifascista, avvocato e scrittore italiano († 2001)
- 1907 - Louis Fonteneau, dirigente sportivo francese († 1989)
- 1907 - Franjo Giler, calciatore jugoslavo († 1943)
- 1907 - Nathan Juran, scenografo e regista austriaco († 2002)
- 1907 - Walter Reuther, sindacalista statunitense († 1970)
- 1907 - Miriam Seegar, attrice statunitense († 2011)
- 1908 - Filopimin Finos, produttore cinematografico greco († 1977)
- 1908 - Einar Karlsson, lottatore svedese († 1980)
- 1908 - Michele I del Montenegro, re montenegrino († 1986)
- 1908 - Adolf Stelzer, calciatore svizzero († 1977)
- 1909 - Alfredo Boni, geologo e paleontologo italiano († 1987)
- 1909 - Nicola Mammina, ciclista su strada italiano
- 1909 - Adolfo Mazzini, cestista italiano († 2006)
- 1909 - Andrea Pangrazio, arcivescovo cattolico italiano († 2005)
- 1909 - Hildegard Peplau, infermiera statunitense († 1999)
- 1909 - Giuseppe Petronio, critico letterario e storico della letteratura italiano († 2003)
- 1909 - Eugenio Vicentini, aviatore e partigiano italiano
- 1909 - Gustav E. von Grunebaum, storico e arabista austriaco († 1972)
- 1910 - Pierre Bézier, ingegnere e matematico francese († 1999)
- 1910 - Edda Ciano, italiana († 1995)
- 1910 - Paul Nguyễn Văn Bình, arcivescovo cattolico vietnamita († 1995)
- 1910 - Hilda Strike, velocista canadese († 1989)
- 1911 - Battista Padovan, calciatore italiano
- 1911 - Ede Rökk, calciatore ungherese († 1990)
- 1912 - Gwynfor Evans, avvocato, scrittore e politico gallese († 2005)
- 1912 - Anna Maria Ichino, giornalista e antifascista italiana († 1970)
- 1912 - Michael Lah, animatore e regista statunitense († 1995)
- 1912 - Ugo Starace, calciatore e allenatore di calcio italiano († 1990)
- 1913 - Renzo Ildebrando Bocchi, giornalista, poeta e partigiano italiano († 1944)
- 1913 - Christian Nyby, regista e montatore statunitense († 1993)
- 1913 - Michail Dmitrievič Rjumin, politico sovietico († 1953)
- 1914 - Tsuneko Sasamoto, fotoreporter e fotografa giapponese († 2022)
- 1915 - Ken Aston, arbitro di calcio britannico († 2001)
- 1915 - Luigi Compagnone, giornalista, scrittore e poeta italiano († 1998)
- 1915 - Michele Giorgianni, giurista italiano († 2003)
- 1915 - Émile Masson, ciclista su strada belga († 2011)
- 1915 - Bernie Opper, cestista statunitense († 2000)
- 1915 - Alfredo Orecchio, scrittore, giornalista e critico cinematografico italiano († 2001)
- 1915 - Sławomir Rawicz, ufficiale e scrittore polacco († 2004)
- 1916 - Dorothy Bundy, tennista statunitense († 2014)
- 1916 - Raimondo Piredda, poeta e scrittore italiano († 1980)
- 1916 - Arleen Whelan, attrice statunitense († 1993)
- 1917 - Velma Middleton, cantante statunitense († 1961)
- 1917 - Paulo Porto, attore, regista e produttore cinematografico brasiliano († 1999)
- 1917 - Niccolò Theodoli, produttore cinematografico italiano († 1988)
- 1918 - Guglielmo Nucci, politico italiano († 1994)
- 1918 - Genrich Barduchmiosovič Oganesjan, regista sovietico († 1964)
- 1918 - Ferrero Tossio, calciatore italiano († 2021)
- 1919 - Alberto Carisch, produttore discografico, editore e paroliere italiano
- 1919 - Renee Godfrey, attrice statunitense († 1964)
- 1919 - Anton Pažický, calciatore slovacco († 1967)
- 1920 - Richard Farnsworth, attore e stuntman statunitense († 2000)
- 1920 - Agostino Greggi, politico, avvocato e ingegnere italiano († 2002)
- 1920 - Joyce King, velocista australiana († 2001)
- 1920 - Hubert Lampo, scrittore belga († 2006)
- 1920 - Alfonso Stocchetti, architetto italiano († 2004)
- 1921 - Bertil Albertsson, mezzofondista svedese († 2008)
- 1921 - Bobby Flavell, allenatore di calcio e calciatore scozzese († 2005)
- 1921 - Willem Frederik Hermans, scrittore olandese († 1995)
- 1921 - Ricciotti Lazzero, giornalista, storiografo e partigiano italiano († 2002)
- 1921 - Primo Marzi, ufficiale italiano († 2010)
- 1922 - Romualdo Chiesa, politico e partigiano italiano († 1944)
- 1922 - Primo Cresta, partigiano italiano († 2003)
- 1922 - Yvonne De Carlo, attrice, cantante e ballerina canadese († 2007)
- 1922 - Vittorio Gassman, attore e regista italiano († 2000)
- 1922 - Melvin Laird, politico e saggista statunitense († 2016)
- 1922 - Jim Seminoff, cestista statunitense († 2001)
- 1922 - Balthasar Woll, militare tedesco († 1996)
- 1923 - Luciano Chitarrini, attore e giornalista italiano († 2010)
- 1923 - Luigi D'Angelo, politico italiano († 2000)
- 1923 - Franco Franchi, ciclista su strada italiano († 2018)
- 1923 - Nikolaj Efimovič Kuročkin, astronomo russo († 2003)
- 1923 - Franco Magri, calciatore italiano
- 1923 - Rocky Marciano, pugile statunitense († 1969)
- 1923 - Giuseppe Ragazzini, linguista italiano († 2004)
- 1923 - Tuanku Najihah, sovrana malese († 2023)
- 1924 - Gustavo Bueno, filosofo spagnolo († 2016)
- 1924 - Arda Mandikian, soprano greco († 2009)
- 1924 - Howard T. Odum, ecologo statunitense († 2002)
- 1925 - Roy Glauber, fisico statunitense († 2018)
- 1925 - Benigno Gutiérrez, calciatore boliviano
- 1925 - Don Koehler, statunitense († 1981)
- 1925 - Art Pepper, sassofonista e clarinettista statunitense († 1982)
- 1925 - Michele Rosa, pittore italiano († 2021)
- 1925 - Christiane Scrivener, politica francese († 2024)
- 1925 - Gerry Turpin, direttore della fotografia britannico († 1997)
- 1925 - Viktor Vlasov, cestista sovietico († 2002)
- 1926 - Abdur Rahman Biswas, politico bangladese († 2017)
- 1926 - Stanley Cavell, filosofo statunitense († 2018)
- 1926 - Gene Colan, fumettista statunitense († 2011)
- 1926 - Franco Gulli, violinista italiano († 2001)
- 1926 - Frank Morris, criminale statunitense
- 1927 - Guglielmo Biraghi, giornalista e critico cinematografico italiano († 2001)
- 1927 - Alfredo Camisa, fotografo italiano († 2007)
- 1927 - Alberto Cavallari, giornalista e scrittore italiano († 1998)
- 1927 - Chuck Dalton, cestista e giocatore di baseball canadese († 2013)
- 1927 - Arturo Farías, calciatore cileno († 1992)
- 1927 - László Killik, allenatore di pallacanestro ungherese († 2016)
- 1928 - Reg Armstrong, pilota motociclistico irlandese († 1979)
- 1928 - Óscar Coll, calciatore argentino († 2001)
- 1928 - George Lambert, pentatleta statunitense († 2012)
- 1928 - Avio Lucioli, martellista italiano († 2021)
- 1928 - George Maharis, attore e cantante statunitense († 2023)
- 1928 - Lucia Mirisola, costumista e scenografa italiana († 2017)
- 1928 - Orfeo Ponsin, ciclista su strada italiano († 1952)
- 1928 - Allene Roberts, attrice statunitense († 2019)
- 1928 - Irena Veisaitė, scrittrice e insegnante lituana († 2020)
- 1929 - Antal Kotász, calciatore ungherese († 2003)
- 1929 - Guido Martino, politico e medico italiano († 2001)
- 1929 - Marianne Picard, storica francese († 2006)
- 1929 - Franca Ronchetti, cestista italiana († 2018)
- 1929 - Giovanni Maria Rossi, presbitero, compositore e musicista italiano († 2004)
- 1929 - Modesto Sardo, politico italiano († 1991)
- 1929 - Jacques Toja, attore francese († 1996)
- 1929 - Tomisaburō Wakayama, attore giapponese († 1992)
- 1930 - Charles Correa, architetto, urbanista e attivista indiano († 2015)
- 1930 - Ferdinando De Franciscis, politico italiano
- 1930 - Masaaki Imai, economista giapponese († 2023)
- 1930 - Gaston Juchet, ingegnere e progettista francese († 2007)
- 1930 - Ora Namir, politica e diplomatica israeliana († 2019)
- 1930 - Vincenzo Rigamonti, allenatore di calcio e calciatore italiano († 2013)
- 1930 - Michel Serres, filosofo e scrittore francese († 2019)
- 1930 - Osvaldo Tozzi, politico italiano
- 1930 - Giovanni Visintin, ex calciatore e allenatore di calcio italiano
- 1931 - Barbara Czopek, cestista polacca († 1993)
- 1931 - Zdeněk Doležal, ex pattinatore artistico su ghiaccio cecoslovacco
- 1931 - Sandra Mondaini, attrice, conduttrice televisiva e cantante italiana († 2010)
- 1931 - Alberto Monticone, politico, storico e saggista italiano
- 1931 - Jan Ørke, calciatore norvegese († 2024)
- 1931 - Arturo Pomar, scacchista spagnolo († 2016)
- 1931 - Michael Rabin, informatico israeliano
- 1931 - Javier Solís, cantante e attore messicano († 1966)
- 1932 - Sunny von Bülow, statunitense († 2008)
- 1932 - Katalin Kovács, ex cestista ungherese
- 1932 - José Ortiz, fumettista spagnolo († 2013)
- 1932 - Marijan Pasarić, allenatore di pallacanestro jugoslavo († 2016)
- 1933 - Alan Ameche, giocatore di football americano statunitense († 1988)
- 1933 - Roman Dzneladze, lottatore sovietico († 1966)
- 1933 - Gene Harris, pianista statunitense († 2000)
- 1933 - Daniel Panzac, storico e orientalista francese († 2012)
- 1933 - Ann Richards, politica statunitense († 2006)
- 1933 - Vito Riviello, poeta italiano († 2009)
- 1933 - Håkan Serner, attore svedese († 1984)
- 1933 - Alberto Silvestri, sceneggiatore e autore televisivo italiano († 2001)
- 1933 - Conway Twitty, cantautore e chitarrista statunitense († 1993)
- 1934 - Dante Alimenti, giornalista italiano († 1988)
- 1934 - Terepai Maoate, politico cookese († 2012)
- 1934 - Gilbert Moevi, calciatore togolese († 2022)
- 1934 - Léon Mébiame, politico gabonese († 2015)
- 1934 - Orianna Santunione, soprano italiano († 2023)
- 1934 - Paolo Sardi, cardinale e arcivescovo cattolico italiano († 2019)
- 1935 - Per-Ulf Helander, slittinista svedese († 2012)
- 1935 - Hugo Heredia, sassofonista e flautista argentino († 2019)
- 1935 - Baldassare Lauria, politico e chirurgo italiano
- 1935 - Seiji Ozawa, direttore d'orchestra giapponese († 2024)
- 1935 - Guy Rodgers, cestista statunitense († 2001)
- 1936 - Giancarlo Bargoni, pittore italiano
- 1936 - Valerij Alekseevič Legasov, chimico sovietico († 1988)
- 1936 - Roderick Thorp, romanziere, investigatore privato e insegnante statunitense († 1999)
- 1937 - Willie Bell, allenatore di calcio e calciatore scozzese († 2023)
- 1937 - Carmelo Bene, attore, regista e drammaturgo italiano († 2002)
- 1937 - Ilia Datunashvili, calciatore sovietico († 2022)
- 1937 - Allen Jones, scultore britannico
- 1937 - Giorgio Lago, giornalista italiano († 2005)
- 1937 - Ron O'Neal, attore statunitense († 2004)
- 1937 - Francisco Pinto Balsemão, politico portoghese
- 1937 - Osvaldo Riva, calciatore italiano († 2020)
- 1937 - Charlotte Sheffield, modella statunitense († 2016)
- 1937 - Henrik Stangerup, scrittore, regista cinematografico e giornalista danese († 1998)
- 1937 - Laura Sturma Fanelli, saggista e critica letteraria italiana († 2011)
- 1937 - Sejum Tarekegn, ex arbitro di calcio etiope
- 1937 - Allen Weinstein, storico statunitense († 2015)
- 1938 - Art Agnos, politico statunitense
- 1938 - Boris Cyretarovič Chalzanov, regista sovietico († 1993)
- 1938 - Alan Dershowitz, avvocato, giurista e opinionista statunitense
- 1938 - Alton Ellis, cantautore giamaicano († 2008)
- 1938 - Per Kirkeby, pittore, scultore e scrittore danese († 2018)
- 1938 - Pavel Kouba, calciatore cecoslovacco († 1993)
- 1938 - Michael Ilmari Saaristo, aracnologo e entomologo finlandese († 2008)
- 1938 - Rosario Spatola, mafioso e imprenditore italiano
- 1939 - Ruggero Franceschini, arcivescovo cattolico italiano († 2024)
- 1939 - Günther Herrmann, calciatore tedesco († 2023)
- 1939 - Richard A. Horsley, biblista statunitense
- 1939 - Fabrizio Jovine, attore italiano († 2023)
- 1939 - Heini Messner, sciatore alpino e allenatore di sci alpino austriaco († 2023)
- 1939 - Dan Sullivan, giocatore di football americano statunitense († 2025)
- 1939 - Lily Tomlin, attrice e comica statunitense
- 1940 - Clayton Alderfer, psicologo statunitense († 2015)
- 1940 - Franco Bitossi, ex ciclista su strada e ciclocrossista italiano
- 1940 - Benedicto Caldarella, pilota motociclistico argentino
- 1940 - Antonio Corazzin, politico italiano
- 1940 - Annie Ernaux, scrittrice e giornalista francese
- 1940 - Benito Savo, politico italiano
- 1940 - Stanislav Stepaškin, pugile sovietico († 2013)
- 1941 - Julia Varady, soprano ungherese
- 1942 - C. J. Cherryh, scrittrice statunitense
- 1942 - Terry Hennessey, calciatore gallese († 2025)
- 1942 - António Lobo Antunes, scrittore portoghese
- 1942 - Marc Moulin, musicista e giornalista belga († 2008)
- 1942 - Margareta Pruncu, ex cestista rumena
- 1942 - Giorgio Ursi, pistard italiano († 1982)
- 1942 - Daniel Willington, ex calciatore e allenatore di calcio argentino
- 1942 - Jeff Young, rugbista a 15 gallese († 2005)
- 1943 - Gerhard Aigner, calciatore, dirigente sportivo e arbitro di calcio tedesco († 2024)
- 1943 - Andrés Bertolotti, ex calciatore argentino
- 1943 - Hank Irvine, ex tennista rhodesiano
- 1943 - Bill Marolt, ex sciatore alpino, allenatore di sci alpino e dirigente sportivo statunitense
- 1943 - Francesco Palladino, giornalista e saggista italiano
- 1943 - Don Stroud, attore statunitense
- 1943 - Thomas Tymoczko, filosofo statunitense († 1996)
- 1944 - Piero Bianucci, giornalista e scrittore italiano
- 1944 - Ander Crenshaw, politico statunitense
- 1944 - Akitsugu Konno, saltatore con gli sci giapponese († 2019)
- 1944 - Dante Meschiari, cantautore italiano
- 1944 - Karla Peijs, politica e dirigente d'azienda olandese
- 1944 - Leonard Slatkin, direttore d'orchestra statunitense
- 1944 - Franco Superchi, ex calciatore italiano
- 1944 - Mariella Zanetti, regista e sceneggiatrice italiana
- 1945 - Agustín Balbuena, calciatore argentino († 2021)
- 1945 - Mustafa Balel, scrittore turco
- 1945 - Viktor Blinov, hockeista su ghiaccio sovietico († 1968)
- 1945 - ʿAbd Rabbih Manṣūr Hādī, generale e politico yemenita
- 1945 - Leif Målberg, allenatore di calcio e ex calciatore svedese
- 1945 - Egidio Salvi, allenatore di calcio e ex calciatore italiano
- 1945 - Scott Spencer, scrittore statunitense
- 1945 - Aleksandr Žuravlëv, allenatore di calcio e ex calciatore sovietico
- 1946 - Susan Backlinie, attrice statunitense († 2024)
- 1946 - Glenys Bauer, ex cestista australiana
- 1946 - Barry Gibb, cantante, compositore e produttore discografico britannico
- 1946 - Tullio Dobner, traduttore e scrittore italiano († 2018)
- 1946 - Galileo Guidi, medico e politico italiano
- 1946 - Shalom Hanoch, cantante e compositore israeliano
- 1946 - Luigi Pepe, politico italiano
- 1946 - Roh Moo-hyun, politico sudcoreano († 2009)
- 1946 - Erich Schärer, ex bobbista svizzero
- 1946 - Dallas Thornton, ex cestista statunitense
- 1946 - Ly Tong, attivista e aviatore vietnamita († 2019)
- 1946 - Mary Louise Weller, attrice statunitense
- 1947 - Raffaele De Giorgi, sociologo e filosofo italiano
- 1947 - Luigi Giacco, politico italiano
- 1947 - Al Green, politico statunitense
- 1947 - Batya Gur, scrittrice e critica letteraria israeliana († 2005)
- 1947 - Mauro Jöhri, religioso svizzero
- 1947 - Ed Podolak, ex giocatore di football americano statunitense
- 1947 - Daniel Sanlaville, ex calciatore francese
- 1948 - Aliza Adar, attrice marocchina
- 1948 - Bernard Ardura, presbitero francese
- 1948 - Sergio Chiamparino, politico italiano
- 1948 - Ioan Dumitru Denciu, scrittore rumeno
- 1948 - Stein Karlsen, ex calciatore norvegese
- 1948 - Birthe Kjær, cantante danese
- 1948 - Andrea Bruno Mazzocato, arcivescovo cattolico italiano
- 1948 - James Rebhorn, attore statunitense († 2014)
- 1948 - Lio Scheggi, politico italiano
- 1948 - Itzhak Shum, allenatore di calcio e ex calciatore israeliano
- 1948 - Erv Staggs, cestista statunitense († 2012)
- 1948 - Daniela Valentini, politica italiana
- 1948 - Józef Mirosław Życiński, arcivescovo cattolico polacco († 2011)
- 1949 - Vítor Epanor da Costa Filho, ex calciatore brasiliano
- 1949 - Leslie Feinberg, politica, saggista e attivista statunitense († 2014)
- 1949 - Luminița Gheorghiu, attrice rumena († 2021)
- 1949 - Alasdair McDonnell, politico britannico
- 1949 - Hew Strachan, storico e militare scozzese
- 1949 - Vlado Čech, batterista ceco († 1986)
- 1950 - Vagit Jusufovič Alekperov, imprenditore russo
- 1950 - Carla Brait, attrice, ballerina e showgirl italiana
- 1950 - Oscar Cantoni, cardinale e vescovo cattolico italiano
- 1950 - Michail Efimovič Fradkov, politico e economista russo
- 1950 - Dudu Georgescu, allenatore di calcio e ex calciatore rumeno
- 1950 - Michele Giuttari, scrittore e poliziotto italiano
- 1950 - Raúl Guitart, cestista argentino († 2011)
- 1950 - Branka Jovanović, ex cestista jugoslava
- 1950 - Stefan Junge, ex altista tedesco
- 1950 - Francis Ignatius Malone, vescovo cattolico statunitense
- 1950 - Phil McGraw, psicologo, autore televisivo e conduttore televisivo statunitense
- 1950 - Burkhard Niering, poliziotto e militare tedesco († 1974)
- 1951 - Nicu Ceaușescu, politico rumeno († 1996)
- 1951 - Fabrizio Della Fiori, ex cestista italiano
- 1951 - Edward Donofrio, ex schermidore statunitense
- 1951 - Miroslav Koubek, allenatore di calcio e ex calciatore ceco
- 1951 - Elizabeth Partridge, scrittrice statunitense
- 1951 - Cataldo Salerno, psicologo e politico italiano
- 1951 - Timothy Zahn, autore di fantascienza statunitense
- 1951 - Yves de Gaulle, funzionario e imprenditore francese
- 1952 - Eleonora Bellini, scrittrice italiana
- 1952 - Rodolfo Bianchi, attore, doppiatore e direttore del doppiaggio italiano
- 1952 - Abel Braga, allenatore di calcio e ex calciatore brasiliano
- 1952 - Antonio Di Donna, vescovo cattolico italiano
- 1952 - Michael Massee, attore statunitense († 2016)
- 1952 - Claudio Micheloni, politico italiano
- 1952 - Ol'ga Mineeva, ex mezzofondista sovietica
- 1952 - Lê Lương Minh, politico e diplomatico vietnamita
- 1952 - Tom Owen, ex giocatore di football americano statunitense
- 1952 - Prisco Palumbo, militare e poliziotto italiano († 1976)
- 1952 - Clemente Rojas, ex pugile colombiano
- 1952 - Gian Carlo Sangalli, politico italiano
- 1953 - Merle Allin, bassista statunitense
- 1953 - Rachid Bouchareb, regista cinematografico e sceneggiatore francese
- 1953 - Gasan Čingizovič Gusejnov, filologo classico e grecista azero
- 1953 - Martin Pakledinaz, costumista statunitense († 2012)
- 1953 - Fabrizio Palenzona, dirigente d'azienda, banchiere e politico italiano
- 1953 - Rocco Rock, wrestler statunitense († 2002)
- 1953 - Jim Skea, climatologo britannico
- 1954 - Sammy Barbot, cantante, ballerino e conduttore televisivo francese
- 1954 - Manuel Díaz Vega, arbitro di calcio spagnolo
- 1954 - Giorgio Fossa, imprenditore italiano
- 1954 - Glenn Keeley, ex calciatore inglese
- 1954 - Gianni Modena, multiplista, velocista e ex bobbista italiano
- 1954 - Leonardo Re Cecconi, disc jockey e conduttore radiofonico italiano († 2004)
- 1954 - Alain Vigneron, ex ciclista su strada francese
- 1954 - Filip Vujanović, politico montenegrino
- 1955 - Billy Blanks, attore e artista marziale statunitense
- 1955 - Jesús Bonilla, attore, regista e sceneggiatore spagnolo
- 1955 - Bruce Foxton, musicista e cantante britannico
- 1955 - Michèle Halberstadt, scrittrice, produttrice cinematografica e giornalista francese
- 1955 - Wayne Horvitz, pianista e compositore statunitense
- 1955 - Remo Sernagiotto, politico italiano († 2020)
- 1955 - Gerd Strack, calciatore tedesco († 2020)
- 1955 - Enzo Verrengia, scrittore, giornalista e traduttore italiano
- 1956 - Luca De Biase, giornalista e saggista italiano
- 1956 - Giacinto Franceschini, ex arbitro di calcio italiano
- 1956 - Venissa Head, ex discobola e pesista britannica
- 1956 - Vinnie Johnson, ex cestista statunitense
- 1956 - Kim Jong-hun, allenatore di calcio e ex calciatore nordcoreano
- 1956 - François-Xavier Maroy Rusengo, arcivescovo cattolico della Repubblica Democratica del Congo
- 1956 - Juan Carlos Sánchez, allenatore di calcio e ex calciatore argentino
- 1956 - Zhang Fengyi, attore cinese
- 1957 - Paul Bhatti, medico e politico pakistano
- 1957 - Mussi Bollini, autrice televisiva e produttrice televisiva italiana
- 1957 - Joe Cooper, ex cestista statunitense
- 1957 - Gloria Estefan, cantante e attrice cubana
- 1957 - Nelson George, regista, sceneggiatore e attore statunitense
- 1957 - Duško Ivanović, ex cestista e allenatore di pallacanestro montenegrino
- 1957 - Maria Kuczmann, ex cestista tedesca
- 1957 - Elizabeth Lombardini-Smith, soprano e regista teatrale statunitense
- 1957 - Annamaria Meterangelis, ex cestista italiana
- 1957 - Roberto Romei, calciatore italiano († 2025)
- 1958 - Armi Aavikko, modella e cantante finlandese († 2002)
- 1958 - Elisabetta Belloni, diplomatica e funzionaria italiana
- 1958 - Sabri Boukadoum, politico e diplomatico algerino
- 1958 - Elisabetta Erba, geologa e paleontologa italiana
- 1958 - Dagmar Manzel, attrice tedesca
- 1958 - Vincenzo Oliva, politico italiano
- 1958 - William Wisher Jr., sceneggiatore statunitense
- 1959 - Luciano Barra Caracciolo, giurista, magistrato e politico italiano
- 1959 - Biurrun, ex calciatore brasiliano
- 1959 - Dominique Dord, politico francese
- 1959 - Mike Duxbury, ex calciatore inglese
- 1959 - Lorenzo Ghielmi, organista, clavicembalista e compositore italiano
- 1959 - Hutch Jones, ex cestista statunitense
- 1959 - Joe Jusko, artista e illustratore statunitense
- 1960 - Eric Leroy Adams, poliziotto e politico statunitense
- 1960 - Sergio Barlozzi, batterista italiano
- 1960 - Eric H. Cline, archeologo, storico e antropologo statunitense
- 1960 - Erriquez, cantautore, chitarrista e produttore discografico italiano († 2021)
- 1960 - Paulos Kounnas, ex calciatore cipriota
- 1960 - Joachim Masannek, scrittore e regista tedesco
- 1960 - Marko Mlinarić, ex calciatore croato
- 1960 - Silvia Ranalli, soprano italiano
- 1960 - Martina Schwarz, ex pallavolista e ex giocatrice di beach volley tedesca
- 1960 - Joseph Williams, cantante e tastierista statunitense
- 1961 - Hermann Albrecht, ex arbitro di calcio tedesco
- 1961 - Tonino Benacquista, scrittore, sceneggiatore e fumettista francese
- 1961 - Bam Bam Bigelow, wrestler statunitense († 2007)
- 1961 - Salvatore Campilongo, allenatore di calcio, dirigente sportivo e ex calciatore italiano
- 1961 - Carlos Colarte, ex calciatore paraguaiano
- 1961 - Jeff Cross, ex cestista statunitense
- 1961 - Christopher Ferguson, astronauta e militare statunitense
- 1961 - Oscar Giannino, giornalista e politico italiano
- 1961 - Salahdine Hmied, ex calciatore marocchino
- 1961 - Boney James, sassofonista, cantautore e produttore discografico statunitense
- 1961 - Marina Logvinenko, ex tiratrice a segno russa
- 1961 - Brian Markinson, attore statunitense
- 1961 - Milan Mlađan, ex cestista e allenatore di pallacanestro jugoslavo
- 1961 - Dee Dee Myers, politica e funzionario statunitense
- 1961 - Massimo Polledri, politico italiano
- 1961 - Karen Smyers, triatleta statunitense
- 1962 - Carolee Carmello, attrice e cantante statunitense
- 1962 - Tony Cascarino, ex calciatore inglese
- 1962 - Ruud Gullit, ex calciatore e allenatore di calcio olandese
- 1962 - Michelle Meyrink, attrice canadese
- 1963 - Andrea Balestri, attore e cantante italiano
- 1963 - Gerry Besselink, ex cestista canadese
- 1963 - Marlon Brandão, ex calciatore brasiliano
- 1963 - Ciriaco Carru, carabiniere italiano († 1995)
- 1963 - Danny Pearson, ex cestista statunitense
- 1963 - Grant-Lee Phillips, cantautore e musicista statunitense
- 1963 - Marco Sabiu, pianista, direttore d'orchestra e arrangiatore italiano
- 1964 - Brian Bellows, ex hockeista su ghiaccio canadese
- 1964 - Michael Brunnock, musicista irlandese
- 1964 - Petr Fiala, politico ceco
- 1964 - Sebastián Haro, attore spagnolo
- 1964 - Ana Kapor, pittrice italiana
- 1964 - Lee Tae-hyung, ex calciatore sudcoreano
- 1964 - Andrea Pallanch, ex calciatore italiano
- 1964 - Hilda Ramos, ex discobola cubana
- 1964 - Józef Tracz, ex lottatore polacco
- 1964 - Fabio Vullo, ex pallavolista italiano
- 1965 - Dražen Boban, ex calciatore croato
- 1965 - André Kana-Biyik, ex calciatore camerunese
- 1965 - Ľudovít Kaník, politico slovacco
- 1965 - Susann Kuhfittig, ex fondista tedesca orientale
- 1965 - Masato Maegawa, autore di videogiochi giapponese
- 1965 - Hardy Nickerson, ex giocatore di football americano statunitense
- 1965 - Mourad Okbi, allenatore di calcio e ex calciatore tunisino
- 1965 - Michele Piva, ex nuotatore sammarinese
- 1965 - Francesco Rocca, politico italiano
- 1965 - Tibor Simon, allenatore di calcio e calciatore ungherese († 2002)
- 1965 - Ronny Teuber, allenatore di calcio e ex calciatore tedesco orientale
- 1965 - Pasi Välimäki, generale finlandese
- 1966 - Katja Bienert, attrice tedesca
- 1966 - César Dall'Orso, ex calciatore peruviano
- 1966 - Bruno Génésio, allenatore di calcio e ex calciatore francese
- 1966 - Tim Hardaway, ex cestista e allenatore di pallacanestro statunitense
- 1966 - Malin Hartelius, soprano svedese
- 1966 - Fōtios Klopas, allenatore di calcio, ex calciatore e ex giocatore di calcio a 5 greco
- 1966 - Ken Levine, autore di videogiochi e scrittore statunitense
- 1966 - Anatolij Moskvin, criminale, filologo e linguista russo
- 1966 - James Nguyen, regista, sceneggiatore e produttore cinematografico vietnamita
- 1966 - Errol Pickford, danzatore australiano († 2018)
- 1967 - Masahiro Andō, regista giapponese
- 1967 - Ada D'Adamo, scrittrice e saggista italiana († 2023)
- 1967 - Craig Gillespie, regista e produttore televisivo australiano
- 1967 - Andreas Maier, scrittore tedesco
- 1967 - Steve Pemberton, attore e sceneggiatore britannico
- 1967 - Ihor Plachuta, generale ucraino
- 1967 - Carl-Uwe Steeb, ex tennista tedesco
- 1967 - Ranko Zirojević, ex calciatore jugoslavo
- 1968 - Mohamed Atta, terrorista egiziano († 2001)
- 1968 - Samuel Duran, ex pugile filippino
- 1968 - Simon Geoghegan, ex rugbista a 15 e avvocato britannico
- 1968 - Franck Lagorce, ex pilota automobilistico francese
- 1968 - Regina, cantante e conduttrice radiofonica brasiliana
- 1968 - Patrick Sylvestre, ex calciatore svizzero
- 1969 - Henning Berg, allenatore di calcio e ex calciatore norvegese
- 1969 - Nives Curti, ex mezzofondista, ex fondista di corsa in montagna e ex maratoneta italiana
- 1969 - Gilmar Dal Pozzo, allenatore di calcio e ex calciatore brasiliano
- 1969 - Andrea Farkas, ex pallamanista ungherese
- 1969 - Andrea Ferrigato, ex ciclista su strada italiano
- 1969 - Francesco Munzi, regista e sceneggiatore italiano
- 1969 - Rossano Palù, disc jockey e musicista italiano
- 1969 - Darío Scotto, ex calciatore argentino
- 1969 - Milutin Sredojević, allenatore di calcio e ex calciatore jugoslavo
- 1969 - György Zala, ex canoista ungherese
- 1969 - Cristina de Vargas, schermitrice spagnola
- 1969 - Jacek Ładyński, ex giocatore di calcio a 5 polacco
- 1970 - David Calabria, ex giocatore di calcio a 5 e allenatore di calcio a 5 italiano
- 1970 - Stéphane Crucet, allenatore di calcio e ex calciatore francese
- 1970 - Gordan Firić, ex cestista e allenatore di pallacanestro bosniaco
- 1970 - Hwang Jung-min, attore sudcoreano
- 1970 - Padma Lakshmi, ex modella, attrice e conduttrice televisiva indiana
- 1970 - Barbara Paulus, ex tennista austriaca
- 1970 - Vanna, cantante croata
- 1970 - Hiroya Saitō, ex saltatore con gli sci giapponese
- 1970 - Goran Šaula, ex calciatore jugoslavo
- 1970 - Gaetano Vasari, ex calciatore italiano
- 1971 - Mohammed Al-Khilaiwi, calciatore saudita († 2013)
- 1971 - Ricardo Chavira, attore statunitense
- 1971 - Debbie Chazen, attrice inglese
- 1971 - Deuce, ex wrestler statunitense
- 1971 - Joe Enochs, allenatore di calcio e ex calciatore statunitense
- 1971 - Goran Generalić, pittore croato
- 1971 - Daniel Hannan, politico, giornalista e scrittore britannico
- 1971 - Natal'ja Ivanova, ex taekwondoka russa
- 1971 - Joe Kelly, fumettista, scrittore e produttore televisivo statunitense
- 1971 - Lââm, cantante e attrice francese
- 1971 - Rachel Zoe, stilista statunitense
- 1971 - Keith Rowland, calciatore nordirlandese
- 1971 - Munehisa Sakai, regista giapponese
- 1971 - Helena af Sandeberg, attrice svedese
- 1971 - Courtney Solomon, regista e produttore cinematografico canadese
- 1971 - Maury Sterling, attore statunitense
- 1971 - Hakan Şükür, politico e ex calciatore turco
- 1971 - Francesco Vezzoli, artista italiano
- 1971 - Juan Carlos Vicario, ciclista su strada spagnolo († 2012)
- 1971 - Domenico Vicini, tennista sammarinese
- 1971 - Byron Wilson, ex cestista statunitense
- 1971 - Dave Wittenberg, doppiatore sudafricano
- 1972 - Neal Ardley, allenatore di calcio e ex calciatore inglese
- 1972 - Josh Davis, ex nuotatore statunitense
- 1972 - Margherita Parini, ex snowboarder italiana
- 1972 - Buzz Williams, allenatore di pallacanestro statunitense
- 1972 - Doug Williams, wrestler britannico
- 1972 - Alon Yefet, arbitro di calcio israeliano
- 1973 - Mirko Cudini, allenatore di calcio e ex calciatore italiano
- 1973 - Paola De Micheli, dirigente d'azienda e politica italiana
- 1973 - Nidžara Munković, ex cestista bosniaca
- 1973 - Aniello Parisi, allenatore di calcio e ex calciatore italiano
- 1973 - Alberto Savino, allenatore di calcio e ex calciatore italiano
- 1973 - Simon Shaw, ex rugbista a 15 britannico
- 1973 - Zach Thomas, ex giocatore di football americano statunitense
- 1974 - Klīmīs Alexandrou, ex calciatore cipriota
- 1974 - Isaac Asare, ex calciatore ghanese
- 1974 - Tony Bird, ex calciatore gallese
- 1974 - Latifa Echakhch, artista marocchina
- 1974 - Renārs Kaupers, cantante lettone
- 1974 - Kazuyoshi Kumakiri, regista e sceneggiatore giapponese
- 1974 - Maxi B, rapper svizzero
- 1974 - Charisse Sampson, ex cestista statunitense
- 1974 - Vittorio Sodano, truccatore italiano
- 1974 - Jason Taylor, ex giocatore di football americano statunitense
- 1974 - Jhonen Vasquez, fumettista statunitense
- 1974 - Burn Gorman, attore e musicista britannico
- 1974 - Yutaka Yamamoto, regista giapponese
- 1975 - Natalie Bassingthwaighte, cantante, attrice e conduttrice televisiva australiana
- 1975 - Vladimir Cuk, attore serbo
- 1975 - Deepak Dobriyal, attore indiano
- 1975 - Dudley Dorival, ex ostacolista statunitense
- 1975 - Maryana Iskander, imprenditrice egiziana
- 1975 - Cuttino Mobley, ex cestista statunitense
- 1975 - Heimana Paama, ex calciatore francese
- 1975 - Dario Pieri, ex ciclista su strada italiano
- 1975 - Maritza Rodríguez, attrice colombiana
- 1975 - Omar Rodríguez-López, chitarrista, produttore discografico e regista portoricano
- 1975 - J.R. Rotem, produttore discografico e musicista statunitense
- 1975 - Scott Speedman, attore inglese
- 1975 - Martyn Williams, rugbista a 15 gallese
- 1976 - Heidi Albertsen, supermodella danese
- 1976 - Marcos Ambrose, pilota automobilistico australiano
- 1976 - Ivano Brugnetti, ex marciatore italiano
- 1976 - Mauro Cantoro, ex calciatore argentino
- 1976 - Stefano Donagrandi, ex pattinatore di velocità su ghiaccio italiano
- 1976 - Joey Eppard, chitarrista statunitense
- 1976 - Jada Fire, ex attrice pornografica statunitense
- 1976 - Takashi Fukunishi, ex calciatore giapponese
- 1976 - Omran Jesmi, ex calciatore emiratino
- 1976 - Alsu Kurmasheva, giornalista russa
- 1976 - Érik Morales, ex pugile messicano
- 1976 - Jiří Mužík, ex ostacolista e velocista ceco
- 1976 - Marc Nygaard, ex calciatore danese
- 1976 - Angaleena Presley, cantautrice statunitense
- 1976 - Jorge Manuel Rebelo Fernandes, allenatore di calcio e ex calciatore portoghese
- 1976 - Sebastián Rozental, ex calciatore cileno
- 1976 - Serhij Serebrennikov, allenatore di calcio e ex calciatore ucraino
- 1976 - Mélanie Suchet, pilota automobilistica e ex sciatrice alpina francese
- 1976 - Tom Tierney, rugbista a 15 e allenatore di rugby a 15 irlandese († 2023)
- 1977 - David Albelda, allenatore di calcio e ex calciatore spagnolo
- 1977 - Armindo Araújo, pilota di rally portoghese
- 1977 - Rexanthony, musicista e produttore discografico italiano
- 1977 - Shoshana Bean, attrice e cantante statunitense
- 1977 - Angeliqa Devi, attrice britannica
- 1977 - Edelweiss, ex attrice pornografica, ex modella e showgirl russa
- 1977 - Sinne Eeg, cantante danese
- 1977 - Ivana Kovač, cantante croata
- 1977 - Walter Nahún López, calciatore honduregno († 2015)
- 1977 - Vincent Montméat, pallavolista francese
- 1977 - Carlos Pineda, ex schermidore venezuelano
- 1977 - Simona Rinieri, ex pallavolista italiana
- 1977 - David Rott, attore tedesco
- 1977 - Dirk Sauer, chitarrista tedesco
- 1977 - Bebe Cool, musicista ugandese
- 1977 - Prisca Steinegger, ex calciatrice svizzera
- 1977 - Adrienne Wilkinson, attrice, doppiatrice e produttrice cinematografica statunitense
- 1978 - Coralie Clément, cantante francese
- 1978 - Eduardo Domínguez, allenatore di calcio e ex calciatore argentino
- 1978 - Paula Gatti, ex cestista argentina
- 1978 - Luigi Giandomenico, allenatore di calcio e ex calciatore italiano
- 1978 - Brian Kavanaugh-Jones, produttore cinematografico statunitense
- 1978 - Jesse Kellerman, scrittore e drammaturgo statunitense
- 1978 - Mélanie Lenoir, ex sciatrice alpina francese
- 1978 - Rubén Lobato, ex ciclista su strada spagnolo
- 1978 - Fabio Morici, attore e sceneggiatore italiano
- 1978 - Saki Nakajima, doppiatrice giapponese
- 1978 - Adilson Ferreira de Souza, ex calciatore brasiliano
- 1978 - Salem Saad, calciatore emiratino († 2009)
- 1978 - Massimiliano Vieri, allenatore di calcio e ex calciatore italiano
- 1978 - Jan Vorel, ex calciatore ceco
- 1978 - Fredrik Wenzel, direttore della fotografia svedese
- 1978 - Aleck Wickham, ex calciatore salomonese
- 1979 - Oumar Abakar, ex calciatore ciadiano
- 1979 - Samir Al Wahaj, calciatore libico
- 1979 - Rizvan Fərzəliyev, giocatore di calcio a 5 azero
- 1979 - Karam Gaber, lottatore egiziano
- 1979 - Margherita Granbassi, conduttrice televisiva e ex schermitrice italiana
- 1979 - Nabil Hemani, calciatore algerino († 2014)
- 1979 - Tim Kennedy, artista marziale misto statunitense
- 1979 - Daniele Masolino, ex ciclista su strada italiano
- 1979 - James O'Connor, allenatore di calcio e ex calciatore irlandese
- 1979 - Amadou Sanokho, ex calciatore francese
- 1979 - Giorgi Shashiashvili, ex calciatore georgiano
- 1979 - Ken Shimizu, attore pornografico giapponese
- 1979 - Fernando Varela Ramos, ex calciatore spagnolo
- 1979 - Edgar Zapata, ex calciatore colombiano
- 1980 - Tutku Açık, allenatore di pallacanestro e ex cestista turco
- 1980 - Sammy Adjei, ex calciatore ghanese
- 1980 - Alessandro Bencaster, ex cestista italiano
- 1980 - Lætitia Dosch, attrice francese
- 1980 - Ye Guangfu, astronauta cinese
- 1980 - Sherko Haji-Rasouli, ex giocatore di football americano iraniano
- 1980 - Matthew Jones, ex calciatore gallese
- 1980 - Man Hei Chan, calciatore macaense
- 1980 - Ryan Mendez, musicista statunitense
- 1980 - Nabiha, cantante danese
- 1980 - Alessandro Noselli, ex calciatore italiano
- 1980 - Nikolaj Padius, ex cestista russo
- 1980 - Mike Pierce, artista marziale misto statunitense
- 1980 - Lara Pulver, attrice britannica
- 1980 - Chris Riggott, ex calciatore inglese
- 1981 - Milan Anđelković, allenatore di calcio e ex calciatore sloveno
- 1981 - Juan Belencoso, calciatore spagnolo
- 1981 - Terry Boss, ex calciatore statunitense
- 1981 - Morven Christie, attrice britannica
- 1981 - Stefan Erkinger, ex calciatore austriaco
- 1981 - Márton Fodor, ex cestista e dirigente sportivo ungherese
- 1981 - Jaime Hipp, ex pallanuotista statunitense
- 1981 - Boyd Holbrook, modello, attore e artista statunitense
- 1981 - Patrice Hollis, modella statunitense
- 1981 - Aleksej Ivanov, ex calciatore russo
- 1981 - Li Ang, insegnante cinese
- 1981 - Michael Maze, tennistavolista danese
- 1981 - Barbara Niewiedział, atleta paralimpica polacca
- 1981 - José Ignacio Paliza, politico dominicano
- 1981 - Maksim Pantelejmonenko, pallavolista ucraino
- 1981 - Coyote Peterson, youtuber e educatore statunitense
- 1981 - Clinton Portis, ex giocatore di football americano statunitense
- 1981 - Giovanni Rugolo, ex cestista italiano
- 1981 - Andrew Wisniewski, ex cestista statunitense
- 1981 - Wu Weian, ex calciatore cinese
- 1982 - Suchítel Ávila, ex cestista cubana
- 1982 - Jeffrey Buttle, ex pattinatore artistico su ghiaccio canadese
- 1982 - Juan Ramón Calvo, allenatore di calcio a 5 e ex giocatore di calcio a 5 spagnolo
- 1982 - Ryan Gomes, allenatore di pallacanestro e ex cestista statunitense
- 1982 - Zoe Lister-Jones, attrice statunitense
- 1982 - Samir Makhoukhi, ex giocatore di calcio a 5 olandese
- 1982 - Peter van Merksteijn Jr., pilota di rally olandese
- 1982 - Brune Poirson, politica francese
- 1982 - Danny Robinson, allenatore di calcio e ex calciatore inglese
- 1982 - Viviana Schiavi, allenatrice di calcio e ex calciatrice italiana
- 1982 - Ben Troupe, ex giocatore di football americano statunitense
- 1982 - Annabel Vernon, ex canottiera britannica
- 1982 - Aleksander Walerianczyk, altista polacco
- 1983 - Catilina Aubameyang, ex calciatore francese
- 1983 - Manuel Bühler, ex calciatore svizzero
- 1983 - Marcelo Carrusca, ex calciatore argentino
- 1983 - Antonio Fresco, disc jockey e produttore discografico statunitense
- 1983 - Moussoro Kabirou, ex calciatore beninese
- 1983 - Adem Koçak, allenatore di calcio e ex calciatore turco
- 1983 - Lee Jong-min, ex calciatore sudcoreano
- 1983 - Meglid Mihani, ex calciatore albanese
- 1983 - Iva Perovanović, ex cestista montenegrina
- 1983 - Natalia Przybysz, cantante polacca
- 1983 - José Antonio Reyes, calciatore spagnolo († 2019)
- 1983 - Riccardo Riccò, ex ciclista su strada italiano
- 1983 - Juska Savolainen, ex calciatore finlandese
- 1983 - Kiril Terziev, lottatore bulgaro
- 1983 - Paul Verhaegh, ex calciatore olandese
- 1983 - Yang Xiuli, judoka cinese
- 1984 - Anatolij Badretdinov, allenatore di calcio a 5 e ex giocatore di calcio a 5 russo
- 1984 - Kalifa Cissé, ex calciatore maliano
- 1984 - Samal Eslämova, attrice kazaka
- 1984 - Ludwig Göransson, compositore, direttore d'orchestra e produttore discografico svedese
- 1984 - Yūta Hiraoka, attore giapponese
- 1984 - Kei Kamara, calciatore sierraleonese
- 1984 - Sergej Korsakov, cosmonauta russo
- 1984 - László Köteles, ex calciatore ungherese
- 1984 - Walter Andre Moore, ex calciatore guyanese
- 1984 - Rod Pelley, hockeista su ghiaccio canadese
- 1984 - Federico Piovaccari, calciatore italiano
- 1984 - Jack Roth, attore britannico
- 1985 - John Arwuah, ex calciatore ghanese
- 1985 - Narek Beglaryan, ex calciatore armeno
- 1985 - Louise Bonadio, avvocato e editore svizzera
- 1985 - Ricky Hickman, ex cestista statunitense
- 1985 - Ashley Holliday, attrice statunitense
- 1985 - Larsen Jensen, ex nuotatore statunitense
- 1985 - Muayad Khalid, calciatore iracheno
- 1985 - Dante Luciani, ex giocatore di football americano canadese
- 1985 - Leodis McKelvin, ex giocatore di football americano statunitense
- 1985 - Kōsuke Nakamachi, ex calciatore giapponese
- 1985 - Qiu Shengjiong, calciatore cinese
- 1985 - Marina Rodrigues, modella portoghese
- 1985 - Ben Segaiga, calciatore samoano americano
- 1985 - Ergün Teber, ex calciatore turco
- 1986 - Anthony Allen, rugbista a 15 inglese
- 1986 - Calais Campbell, giocatore di football americano statunitense
- 1986 - Victor Igbekoyi, ex calciatore nigeriano
- 1986 - Jiang Ning, calciatore cinese
- 1986 - Bassagong, rapper sudcoreano
- 1986 - Camille LeNoir, ex cestista statunitense
- 1986 - Gaël Monfils, tennista francese
- 1986 - Stella Mwangi, cantante e rapper keniota
- 1986 - Ernesto Petti, baritono italiano
- 1986 - Roman Poljans'kyj, canottiere ucraino
- 1986 - Sidney Rice, ex giocatore di football americano statunitense
- 1986 - Jean Sarkozy, politico francese
- 1986 - Mitja Viler, ex calciatore sloveno
- 1986 - Matthias Walkner, pilota motociclistico austriaco
- 1987 - Sevdaliza, cantante, compositrice e produttrice discografica iraniana
- 1987 - Jay Armstrong Johnson, attore, cantante e ballerino statunitense
- 1987 - Mario Bazán, siepista e mezzofondista peruviano
- 1987 - Elena Beglova, cestista russa
- 1987 - Raphaël Cacérès, ex calciatore francese
- 1987 - Duke Calhoun, giocatore di football americano statunitense
- 1987 - Sami Callihan, wrestler statunitense
- 1987 - Denis Carguš, lottatore russo
- 1987 - Sikhanyiso Dlamini, politica e principessa swazilandese
- 1987 - Valentin Furdui, ex calciatore moldavo
- 1987 - Emma Kete, calciatrice neozelandese
- 1987 - Ramon Leeuwin, ex calciatore olandese
- 1987 - Nick Reed, ex giocatore di football americano statunitense
- 1987 - Leonel Suárez, multiplista cubano
- 1987 - Nguyễn Thùy Lâm, modella vietnamita
- 1987 - Christian Träsch, ex calciatore tedesco
- 1987 - Mats Zuccarello, hockeista su ghiaccio norvegese
- 1988 - Fahad Al Enezi, calciatore kuwaitiano
- 1988 - Martina Bárta, cantante ceca
- 1988 - Michelle Carpente, attrice, autrice televisiva e conduttrice televisiva italiana
- 1988 - Almog Cohen, ex calciatore israeliano
- 1988 - Jonathan Demurger, attore francese
- 1988 - Chanel West Coast, rapper, personaggio televisivo e attrice statunitense
- 1988 - Sergio Ariel Escudero, calciatore spagnolo
- 1988 - Hidetaka Kanazono, calciatore giapponese
- 1988 - Gergő Lovrencsics, calciatore ungherese
- 1988 - Olivia Lukaszewicz, ex tennista australiana
- 1988 - Taryn Marler, attrice australiana
- 1988 - Nicola Natali, cestista italiano
- 1988 - Miles Plumlee, ex cestista statunitense
- 1988 - Ève Routhier, ex sciatrice alpina canadese
- 1988 - Simona de Silvestro, pilota automobilistica svizzera
- 1988 - Jamal Wilson, altista bahamense
- 1988 - Mahmut Özen, calciatore turco
- 1989 - Rahid Əmirquliyev, calciatore azero
- 1989 - Hannah Emily Anderson, attrice canadese
- 1989 - Ivan Castrogiovanni, giocatore di calcio a 5 italiano
- 1989 - Pablo Cortizo, calciatore argentino
- 1989 - Max Franz, sciatore alpino austriaco
- 1989 - Albin Granlund, calciatore finlandese
- 1989 - Cosmo Jarvis, cantautore, polistrumentista e attore britannico
- 1989 - Artur Rimovič Jusupov, ex calciatore russo
- 1989 - Bill Kaulitz, cantante tedesco
- 1989 - Li Jinzhe, lunghista cinese
- 1989 - Lisandro López, calciatore argentino
- 1989 - Jefferson Montero, calciatore ecuadoriano
- 1989 - Shahrad Nasajpour, atleta paralimpico iraniano
- 1989 - Gustav Nyquist, hockeista su ghiaccio svedese
- 1989 - Jacopo Sarno, attore e cantante italiano
- 1989 - Kelsey Serwa, ex sciatrice alpina e sciatrice freestyle canadese
- 1989 - Lea Sirk, cantante slovena
- 1989 - Jānis Strēlnieks, cestista lettone
- 1989 - Daniel Sturridge, ex calciatore inglese
- 1989 - Teodor Todorov, pallavolista bulgaro
- 1989 - Lucas Tramèr, canottiere svizzero
- 1989 - Luís Henrique da Silva, artista marziale misto brasiliano
- 1990 - Scherri-Lee Biggs, modella australiana
- 1990 - Giacomo Bini, pallanuotista italiano
- 1990 - Francesco Manuel Bongiorno, ex ciclista su strada italiano
- 1990 - Cyril Carrillo, pilota motociclistico francese
- 1990 - Luca De Aliprandini, sciatore alpino italiano
- 1990 - Bojan Dubajić, ex calciatore serbo
- 1990 - Ann Sophie, cantante e compositrice tedesca
- 1990 - Miguel Haabo, calciatore francese
- 1990 - Michael Hefele, ex calciatore tedesco
- 1990 - Aminath Rouya Hussain, ex nuotatrice maldiviana
- 1990 - Guélor Kanga, calciatore gabonese
- 1990 - Aisling Loftus, attrice britannica
- 1990 - Mike Martin, giocatore di football americano statunitense
- 1990 - Elisabeth Pavel, cestista rumena
- 1990 - Federico Pellegrino, fondista italiano
- 1990 - Iva Pezuashvili, scrittore e sceneggiatore georgiano
- 1990 - Mélanie René, cantante svizzera
- 1990 - Yūji Senuma, calciatore giapponese
- 1990 - Ben Seymour, rugbista a 15 australiano
- 1990 - Stanislav Tecl, ex calciatore ceco
- 1990 - Yang Xiaoli, pugile cinese
- 1991 - Shūhei Akasaki, ex calciatore giapponese
- 1991 - Irina Antonenko, modella russa
- 1991 - Haukur Hauksson, calciatore islandese
- 1991 - Giulia Latini, velocista e ostacolista italiana
- 1991 - D.J. Swearinger, giocatore di football americano statunitense
- 1991 - Ivan Trajkovič, taekwondoka sloveno
- 1991 - Jaymes Young, cantautore e musicista statunitense
- 1992 - Cristiano Biraghi, calciatore italiano
- 1992 - Morato, calciatore brasiliano
- 1992 - Jurica Grgec, ex calciatore croato
- 1992 - Kirani James, velocista grenadino
- 1992 - Casey Knight, pallavolista canadese
- 1992 - Maximiliano Martínez, calciatore argentino
- 1992 - Egidijus Mockevičius, cestista lituano
- 1992 - Nana Poku, ex calciatore ghanese
- 1992 - Teaonui Tehau, calciatore francese
- 1992 - Guilherme Toldo, schermidore brasiliano
- 1992 - Baptiste Valette, calciatore francese
- 1992 - Woo Hye-lim, cantante, modella e chitarrista sudcoreana
- 1992 - Martijn Wydaeghe, copilota di rally belga
- 1993 - Elizabeth Addo, calciatrice ghanese
- 1993 - Federico Barba, calciatore italiano
- 1993 - Alexander Cataford, ex ciclista su strada canadese
- 1993 - Alexander Conti, attore canadese
- 1993 - Soner Dikmen, calciatore turco
- 1993 - Sergio Rico, calciatore spagnolo
- 1993 - Tyler Harris, cestista statunitense
- 1993 - Jan Kliment, calciatore ceco
- 1993 - Mario Lemina, calciatore gabonese
- 1993 - Jaloliddin Masharipov, calciatore uzbeko
- 1993 - Ilona Mitrecey, cantante francese
- 1993 - Silje Norendal, ex snowboarder norvegese
- 1993 - Tion Wayne, rapper e disc jockey britannico
- 1993 - Deni Pavlović, calciatore serbo
- 1993 - Jordan Payton, giocatore di football americano statunitense
- 1993 - Derick Poloni, calciatore brasiliano
- 1993 - Thitipan Puangchan, calciatore thailandese
- 1993 - Jack Robinson, calciatore inglese
- 1993 - William Troost-Ekong, calciatore olandese
- 1993 - Guilherme de Jesus da Silva, calciatore brasiliano
- 1994 - Muhammad-Ali Abdur-Rahkman, cestista statunitense
- 1994 - Betty Cantrell, modella statunitense
- 1994 - Veronica Ewers, ciclista su strada statunitense
- 1994 - Matt Fitzpatrick, golfista inglese
- 1994 - Josh Fortune, cestista statunitense
- 1994 - Margarita Betova, tennista russa
- 1994 - Shaq Goodwin, cestista statunitense
- 1994 - Dimi de Jong, ex snowboarder olandese
- 1994 - Dīmītrīs Kaklamanakīs, cestista greco
- 1994 - Tetjana Kit, lottatrice ucraina
- 1994 - Arjen Livyns, ciclista su strada belga
- 1994 - Lidiane Lopes, velocista capoverdiana
- 1994 - Riejanne Markus, ciclista su strada olandese
- 1994 - Haruka Miyashita, pallavolista giapponese
- 1994 - Matt Mobley, cestista statunitense
- 1994 - Bianca Ryan, cantante statunitense
- 1994 - Carlos Sainz Jr., pilota automobilistico spagnolo
- 1994 - Oliviero Troia, ex ciclista su strada italiano
- 1994 - Giulia Viacava, pallanuotista italiana
- 1994 - Daryna Zevina, nuotatrice ucraina
- 1995 - Munir El Haddadi, calciatore marocchino
- 1995 - Omaré Gassama, calciatore francese
- 1995 - Kelly Irep, calciatore francese
- 1995 - Ognjen Jaramaz, cestista serbo
- 1995 - Aleksandrs Jurkjans, lottatore lettone
- 1995 - Vladyslav Kabajev, calciatore ucraino
- 1995 - Loredana, rapper svizzera
- 1995 - Nathan MacKinnon, hockeista su ghiaccio canadese
- 1995 - Pau Ribes, nuotatore artistico spagnolo
- 1995 - Zuri Tibby, modella statunitense
- 1996 - Medwin Biteghé, calciatore gabonese
- 1996 - Marina Comas, attrice spagnola
- 1996 - Eddie Dunbar, ciclista su strada irlandese
- 1996 - Jack Fox, giocatore di football americano statunitense
- 1996 - Elsa Jean, ex attrice pornografica statunitense
- 1996 - Juan Ramos, calciatore uruguaiano
- 1996 - Liu Xiang, nuotatrice cinese
- 1996 - Florian Miguel, calciatore francese
- 1996 - Anthony Rush, giocatore di football americano statunitense
- 1996 - Zendaya, attrice, cantante e ballerina statunitense
- 1996 - Brett Toth, giocatore di football americano statunitense
- 1996 - Mads Pedersen, calciatore danese
- 1996 - Jia Lissa, attrice pornografica e regista russa
- 1997 - Abdulla Abdullaev, calciatore uzbeko
- 1997 - Tobias Arndal, calciatore danese
- 1997 - Hande Baladın, pallavolista turca
- 1997 - Landry Dimata, calciatore belga
- 1997 - Luca Germoni, calciatore italiano
- 1997 - Jung Kook, cantante e compositore sudcoreano
- 1997 - Joan Mir, pilota motociclistico spagnolo
- 1997 - Tim Schneider, cestista tedesco
- 1997 - Hayden Wilde, triatleta neozelandese
- 1998 - Al-Wajid Aminu, cestista statunitense
- 1998 - Fin Argus, attore, cantante e musicista statunitense
- 1998 - Payton Caffrey, pallavolista statunitense
- 1998 - Juan Manuel Celaya, tuffatore messicano
- 1998 - George Johnston, calciatore scozzese
- 1998 - Anneli Maley, cestista australiana
- 1998 - Salah Mohsen, calciatore egiziano
- 1998 - Aidan O'Connell, giocatore di football americano statunitense
- 1998 - Josh Okogie, cestista nigeriano
- 1998 - Ognjen Čarapić, cestista montenegrino
- 1999 - Emily Appleton, tennista britannica
- 1999 - Tuğba Danışmaz, triplista e lunghista turca
- 1999 - Francisco Gerometta, calciatore argentino
- 1999 - Nicolás Guerra, calciatore cileno
- 1999 - Bojan Ilievski, calciatore macedone
- 1999 - Luca Kilian, calciatore tedesco
- 1999 - Yeison López, sollevatore colombiano
- 1999 - Tyrick Mitchell, calciatore inglese
- 1999 - Cam Reddish, cestista statunitense
- 1999 - Jonathan Sacoor, velocista belga
- 1999 - Julian Schmid, combinatista nordico tedesco
- 1999 - Luke Tenuta, giocatore di football americano statunitense
- 1999 - Alessia Vigilia, ciclista su strada italiana
- 2000 - Chiara Bordi, attrice e modella italiana
- 2000 - Breno, calciatore brasiliano
- 2000 - Michelle Colón, modella portoricana
- 2000 - Alejo Cruz, calciatore uruguaiano
- 2000 - Hitomi Hatakeda, ginnasta giapponese
- 2000 - Michail Jakovlev, pistard russo
- 2000 - Kim Min-jong, judoka sudcoreano
- 2000 - Márk Kovácsréti, calciatore ungherese
- 2000 - Cassady McClincy, attrice statunitense
- 2000 - Andrés Meli, calciatore argentino
- 2000 - Jay Scrubb, cestista statunitense
- 2000 - Bryan Teixeira, calciatore capoverdiano
- 2000 - Yorman Zapata, calciatore colombiano
- 2000 - Márió Zeke, calciatore ungherese
- 2000 - Petra Ševčíková, ciclista su strada e pistard ceca

## XXI secolo(32)
- 2001 - Marek Blaževič, cestista lituano
- 2001 - Greg Brown, cestista statunitense
- 2001 - Quincy Butler, calciatore statunitense
- 2001 - Redi Kasa, calciatore albanese
- 2001 - Lionel Kouadio, cestista ivoriano
- 2001 - Althéa Laurin, taekwondoka francese
- 2001 - Rodrigo Ariel Muniz Menosse, calciatore uruguaiano
- 2001 - Dīmītrīs Pinakas, calciatore greco
- 2001 - Semuel Pizzignacco, calciatore italiano
- 2001 - Allie Resnick, sciatrice alpina statunitense
- 2001 - Zicky Té, giocatore di calcio a 5 guineense
- 2002 - Matheus Cadorini, calciatore brasiliano
- 2002 - Santiago Cartagena, calciatore uruguaiano
- 2002 - Matthieu Faugère, giocatore di football americano e allenatore di football americano svizzero
- 2002 - Matteo Iocchi Gratta, pallanuotista italiano
- 2002 - Adam Holm Jørgensen, ciclista su strada danese
- 2002 - Diane Parry, tennista francese
- 2002 - Heorhij Sudakov, calciatore ucraino
- 2002 - Embret Svestad-Bårdseng, ciclista su strada norvegese
- 2002 - Leonel Wamba, calciatore camerunese
- 2002 - Ella Wyllie, ciclista su strada e pistard neozelandese
- 2002 - Illja Zabarnyj, calciatore ucraino
- 2003 - Jonathan Gómez, calciatore statunitense
- 2003 - Álex Padilla, calciatore messicano
- 2003 - Park Seung-ho, calciatore sudcoreano
- 2003 - Rostyslav Semenčenko, giocatore di calcio a 5 ucraino
- 2004 - Ellen Wangerheim, calciatrice svedese
- 2005 - Ariana Geerlings, tennista spagnola
- 2005 - Leo Landrø, sciatore freestyle norvegese
- 2005 - Jakub Menšík, tennista ceco
- 2006 - Sani Suleiman, calciatore nigeriano
- 2007 - Sya Dembélé, danzatrice francese

## Senza anno specificato(2)
- Maria Billeri, soprano italiano
- Emanuela Nava, scrittrice italiana